# Adolf Schmal
Felix Adolf Schmal (født 18. august 1872, død 28. august 1919) var en østrigsk fægter og cykelrytter. Han deltog ved de første Olympiske lege i 1896 i Athen.
Schmal deltog i 333 meter, 10 kilometer, 100 kilometer og 12 timersløbet. Hans bedste resultat var i 12 timersløbet, hvor han cyklede en distance på 314,997 kilometer. Da løbet startede stak Schmal fra resten af deltagerene og kom en omgang foran de andre, en føring han holdt indtil slutningen på de 12 timer. Schmal klarede sig også godt i 333 meter og 10 kilometer, hvor han fik en tredjeplads. Schmal var iblandt de syv der ikke gennemførte 100 kilometerløbet.
Schmal deltog også i sabelkonkurrencen under Fægtningturneringen. Her klarede han sig ikke lige så godt. Han vandt kun over Georgis Latridis fra Grækenland. Han tabte til Ioannis Georgiadis, Telemachos Karakalos og danske Holger Nielsen. Schmal endte på en fjerde plads.
| Cykling | Spire Denne biografi om en cykelrytter er en spire som bør udbygges. Du er velkommen til at hjælpe Wikipedia ved at udvide den. |